# M2-9
Pour les articles homonymes, voir Nébuleuse du Papillon et Minkowski.
M2-9 ou Minkowski 2-9 ou nébuleuse du Papillon ou Butterfly Nebula (en anglais) est une nébuleuse planétaire bipolaire d'environ 1,6 années-lumière (al) d'envergure, située à environ 2 100 al de la Terre dans la constellation du Serpentaire du bras d'Orion de la Voie lactée (bras dans lequel se situe la Terre et son Système solaire).

## Histoire
Elle a été découverte en 1947 par l'astronome Rudolph Minkowski. 

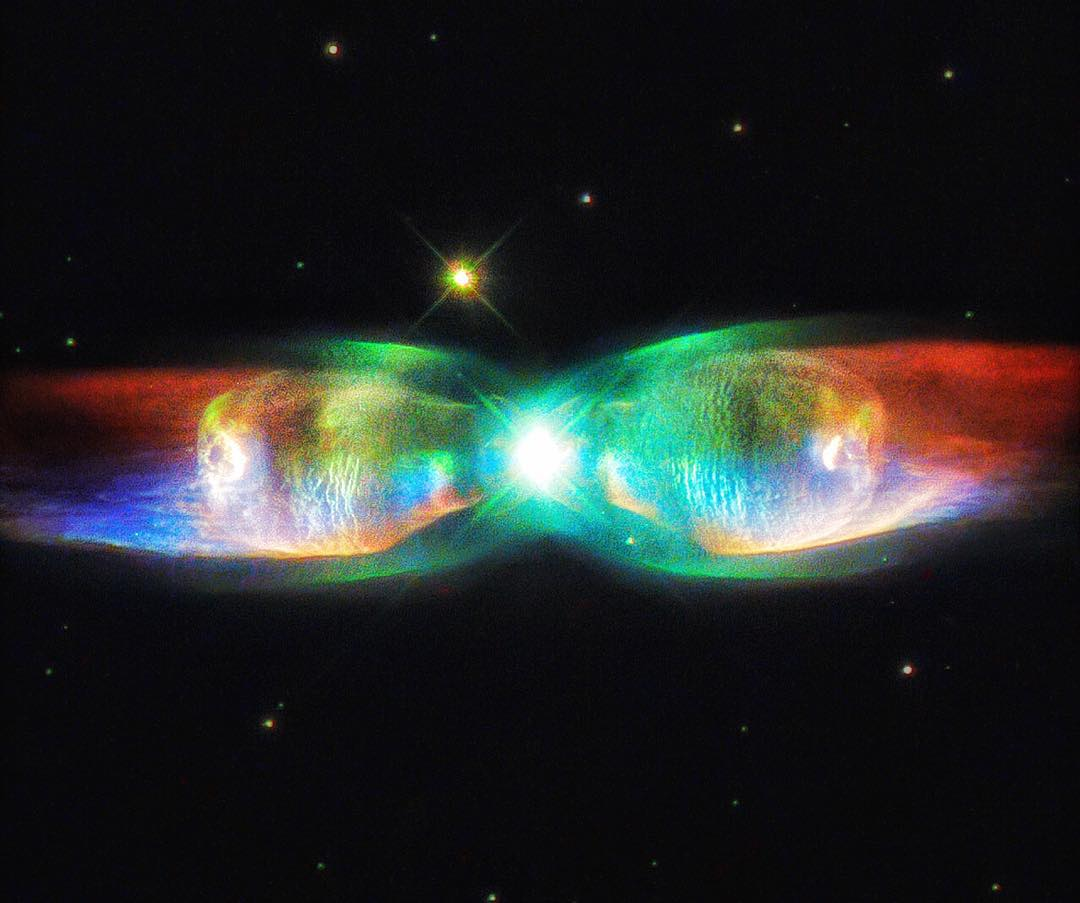
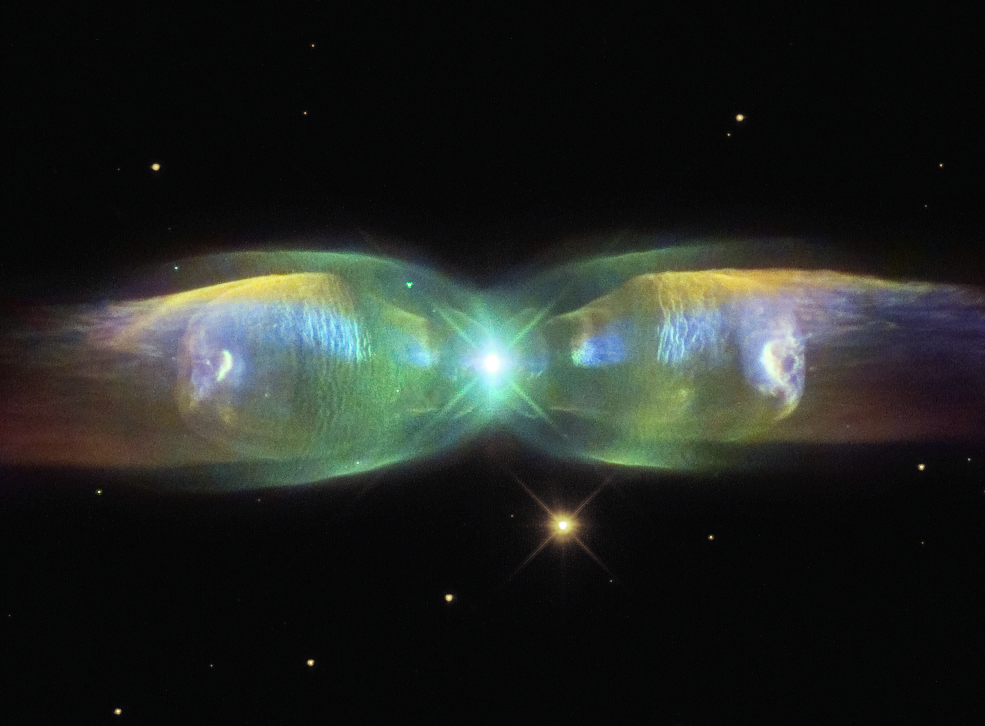

Elle est issue du cycle de fin de vie de son étoile centrale (évolution stellaire) passée par une phase de géante rouge, puis de naine blanche, qui a expulsé la plupart de ses couches de gaz externes sous forme de jets bipolaires symétriques en formes de deux bulles de vent stellaire en expansion, d'environ 1,6 années-lumière d'envergure.